# Doro
Dorothee Pesch, más conocida por su nombre artístico Doro Pesch (Düsseldorf; 3 de junio de 1964), es una cantante de heavy metal alemana. Formó parte de las agrupaciones Warlock y Snakebite y se desempeña como solista. Fue una de las primeras cantantes de metal en los años 1980, cuando los hombres dominaban este tipo de música. La formación de Warlock fue reemplazada y cuando llegó el momento en que Pesch fue la única que quedaba de la primera formación, el quinto disco fue publicado con el nombre de Doro, en lugar de ser lanzado bajo el nombre de la banda.
Como solista lanzó dos álbumes en Estados Unidos con los productores Joey Balin y Gene Simmons, pero no tuvieron la repercusión esperada. Durante el auge del grunge y el rock alternativo en la década de 1990, su sello discográfico relegó sus producciones solo a la región europea, donde continuó realizando extensas giras. Continuó siendo una exitosa artista en Alemania, a pesar de vivir y producir sus álbumes en Estados Unidos. Cuando el heavy metal clásico volvió a encontrar el favor del público, volvió a recorrer todo el mundo y su popularidad como cantante veterana creció considerablemente, inspirando a muchas nuevas artistas de metal femenino. Doro también es conocida por sus dúos interpretados tanto en vivo como en estudio con otros cantantes y músicos de la escena.
Hasta la fecha, ha lanzado dieciséis álbumes de estudio, siendo el último de ellos Raise Your Fist en 2012. Doro continúa su carrera en la industria de la música y realiza prolíficas giras alrededor del mundo. Cuando no está de gira, reside en la ciudad de Nueva York.

## Biografía

### Comienzos
Dorothee Pesch nació en Düsseldorf, Alemania el 3 de junio de 1964, la única hija de Walter, un conductor de camión, y Barbara Pesch. El primer acercamiento de Doro a la música rock fue con la canción "Lucille" de Little Richard, la cual cantaba cuando apenas tenía tres años de edad. A la edad de diez años aprendió a tocar el piano y empezó a trabajar en su voz, influenciada por bandas de glam rock de la época como T. Rex, Sweet y Slade. En 1980, inició su carrera en una agrupación llamada Snakebite. La primera grabación de dicha banda con Doro fue un demo promocional de muy baja calidad. Cuando la agrupación de desintegró en 1981, Doro cantó en las bandas Beast y Attack, antes de formar Warlock con Peter Szigeti, Rudy Graf, Thomas Studier y Michael Eurich en 1982.

### Warlock (1982-1988)

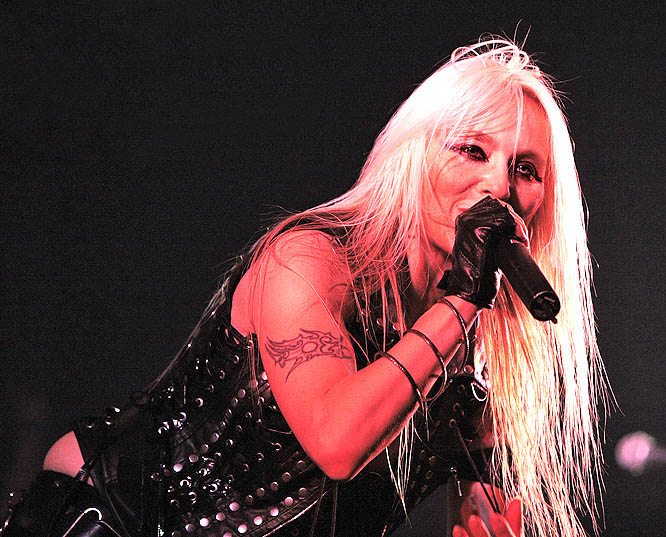
Doro Pesch en Vigo, España, en el 2009

Warlock firmó un contrato con Mausoleum Records y lanzó su álbum debut, Burning the Witches en 1984. Doro atrajo inmediatamente la atención de la crítica, especialmente por su poderosa voz y gran puesta en escena. La mixtura de heavy metal tradicional con power ballads, junto a la voz e imagen de Doro, llevaron a Warlock a tener un reconocimiento no solo en Europa sino también en Norteamérica. Firmaron un contrato con Phonogram y lanzaron dos trabajos, Hellbound en 1985 y True as Steel en 1986, logrando compartir escenario en grandes festivales de rock en Europa. El 16 de agosto de 1986, Doro fue la primera mujer en liderar una banda de heavy metal en el reconocido festival Monsters of Rock en Inglaterra. Fueron teloneros de las agrupaciones W.A.S.P. y Judas Priest.
Después de la gira soporte de True as Steel, Doro se trasladó a la ciudad de Nueva York. Allí comenzaron las grabaciones del álbum Triumph and Agony, su trabajo más exitoso, logrando incluso la certificación de disco de oro en Alemania y ubicándose en la posición n.º 80 de la lista Billboard 200. El disco incluye las canciones "All We Are" y "Für immer", las más reconocidas del repertorio de la agrupación. Warlock abrió para la banda Dio en su gira europea y se embarcó en su primera gira estadounidense como soporte de Megadeth. Al finalizar la gira, todos los músicos de la banda fueron despedidos, siendo reemplazados por músicos estadounidenses, quedando solamente Doro de la formación inicial. En 1989, mientras escribía material para el nuevo álbum, perdió una batalla legal sobre el nombre "Warlock". Con el fin de continuar con su carrera, decidió grabar sus futuros álbumes como "Doro".

### Doro en los Estados Unidos (1989-1990)
Doro lanzó Force Majeure en 1989. En contraste con el heavy metal de los primeros trabajos de Warlock, Force Majeure suavizó considerablemente el sonido hasta llevarlo a una especie de glam metal, tendencia de moda en la época, especialmente en Estados Unidos. El disco vendió bien en Europa, pero no obtuvo las ventas esperadas en Norteamérica.
Doro contactó con Gene Simmons, bajista de la banda Kiss, que en ese momento se desempeñaba también como productor y cazatalentos. Simmons produjo entonces el álbum Doro, con la ayuda del guitarrista Tommy Thayer (ex Black N' Blue) y Pat Regan. Doro fue grabado en California con varios músicos de sesión involucrados en álbumes de Kiss, además de incluir una versión de la canción de Kiss "Only You", del álbum Music from The Elder. Una banda formada por los músicos estadounidenses Thomas Jude, Paul Morris, Nick Douglas y Tom Coombs fue creada para la gira soporte del álbum. Sin embargo, las ventas del disco en los Estados Unidos no fueron las esperadas. Por el contrario, las ventas en Europa fueron más que satisfactorias, acelerando la decisión de Polygram de interrumpir la publicación de discos de Doro en Estados Unidos, donde el heavy metal estaba decayendo en popularidad para dar paso al Grunge. Doro regresó a su natal Alemania para dar algunos conciertos como soporte de la agrupación Scorpions.

### Doro en Europa (1991-1999)

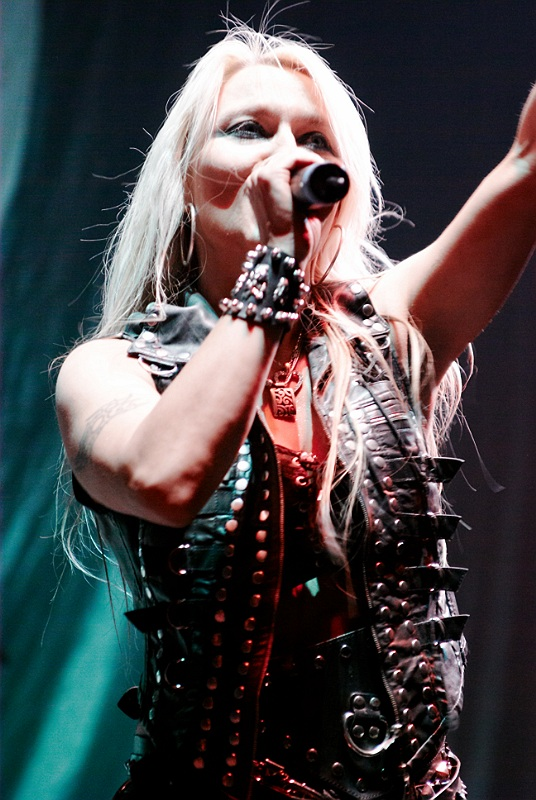
Doro Pesch en 2007

La discográfica Vertigo lanzó al mercado en 1991 el compilado Rare Diamonds, consistente en canciones de Warlock y de los primeros dos trabajos discográficos de Doro. Ese mismo año vio la luz el álbum True at Heart grabado en la cuna de la música country, la ciudad de Nashville, Tennessee, con músicos locales y producido por el reconocido Barry Beckett. Dann Huff de la banda de AOR Giant aportó la guitarra para el álbum. Se organizó entonces otra gira por territorios europeos en promoción del disco. Al volver a los Estados Unidos, Doro se puso en contacto con Jack Ponti, productor y compositor de Nueva Jersey, para trabajar con él en los siguientes dos discos. Ponti en ese momento era productor de las bandas Skid Row y Nelson. El álbum Angels Never Die, lanzado en 1993, fue producido por el propio Ponti y por Vic Pepe con la colaboración de algunos músicos de sesión. Debido al procesado sonido, el álbum no logró vender bien en Europa, pero el videoclip de la canción "Bad Blood" logró repercusión en el canal MTV. En 1993 se grabó el disco Doro Live, producto de la gira anterior. Doro encabezó por primera vez el festival Wacken Open Air el 20 de agosto de ese mismo año.
Machine II Machine, el segundo álbum producido por Jack Ponti, vio la luz en 1995. Fue mezclado por Kevin Shirley y sería su último trabajo para PolyGram. Pesch hizo su debut actoral en la serie de televisión alemana Verbotene Liebe ("Amor Prohibido"). Al perder el contrato con Polygram, Doro firmó con Warner Music Group a finales de 1995 y empezó a escribir material nuevo junto a Jürgen Engler y Chris Lietz de la banda de metal industrial alemana Die Krupps. El álbum resultante, titulado Love Me in Black, tomó tres años en completarse e incorporó algunos elementos electrónicos, junto a un sonido más pesado y oscuro que sus antecesores. Se grabó para el disco una versión de la canción "Barracuda" de la banda estadounidense Heart. WEA decidió prublicar el álbum solamente en Alemania. Después de la gira "Love Me in Black" en 1998, Doro terminó contrato con la WEA, insatisfecha por la escasa promoción que se le dio al disco, firmando ahora con el sello SPV/Steamhammer.

### El regreso (2000-2003)
En el nuevo milenio, el álbum Calling the Wild fue publicado a ambos lados del océano. Las canciones en Calling the Wild fueron tocadas por una gran cantidad de músicos de sesión, entre los que se cuentan las colaboraciones de Bob Kulick, Slash, Al Pitrelli y Eric Singer. El álbum contiene las versiones "White Wedding" de Billy Idol y "Love Me Forever", de Motörhead.
Al ver reactivada su popularidad en Estados Unidos, decidió girar nuevamente en ese país junto a Yngwie Malmsteen y Dio, recibiendo una espectacular acogida por parte de la audiencia. La banda también giró en Europa, visitando Rusia por primera vez, y haciendo una aparición estelar en el Wacken Open Air de 2001 para realizar un dueto con Sabina Classen, vocalista de la banda Holy Moses.
En 2002 salió al mercado el álbum Fight. Como músicos invitados aparecieron Jean Beauvoir, Chris Caffery, Russ Ballard y Peter Steele, quien cantó a dúo con Pesch en la canción "Descent". El disco representó el regreso de Doro al rock duro de sus primeros años, y las canciones "Always Live to Win" y "Fight" obtuvieron popularidad en territorio europeo y americano.

### Metal Queen (2003-presente)
Debido a su extensa trayectoria, la prensa especializada y los fanáticos decidieron darle a Doro el sobrenombre "Metal Queen" ("Reina del Metal"). Doro organizó un conceirto especial en el Phillips Halle de su natal Düsseldorf para celebrar el aniversario número veinte del primer álbum de Warlock, Burning the Witches, invitando a algunos músicos que colaboraron a lo largo de su carrera. El 13 de diciembre de 2003 Doro se presentó ante más de 6.000 personas, junto a músicos como Blaze Bayley, Udo Dirkschneider, Lemmy, Mikkey Dee, Jean Beauvoir, Claus Lessmann y miembros de Saxon y Circle II Circle. También invitó a sus antiguos compañeros de Warlock, con los que tocó tres canciones. También llevó a cabo dos presentaciones en Alemania con una orquesta sinfónica, interpretando muchos de sus éxitos en versiones acústicas y en ensamble clásico. Todo esto lo plasmó en el álbum acústico Classic Diamonds, lanzado en septiembre de 2004. El EP Let Love Rain on Me, que contiene algunas canciones de Classic Diamonds, se convirtió en un inesperado éxito en España, alcanzado el séptimo lugar en las listas de éxitos del país ibérico.

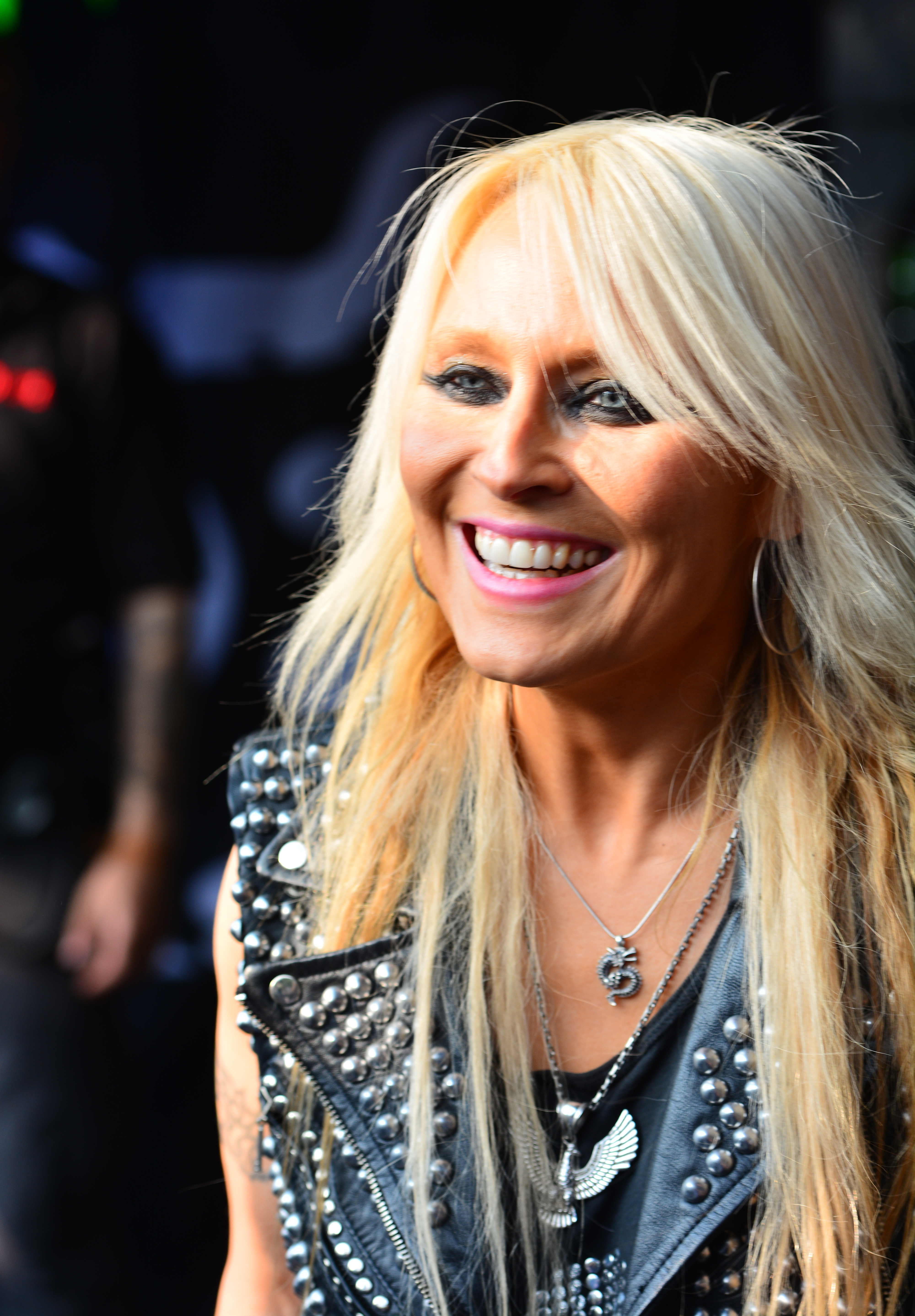
Doro en el festival Wacken Open Air de 2014

En el 2005 interpretó a la guerrera "Meha" en la película Anuk-Der Weg des Kriegers, escrita, dirigida e interpretada por Luke Gasser y filmada en locaciones en Suiza en el 2005. En la película también hace una aparición estelar Marc Storace, vocalista de la banda suiza Krokus. En el 2006 lanza el álbum Warrior Soul.
En la gira posterior, Doro hizo parte de importantes festivales en Europa y Norteamérica. Lideró el festival Flight of the Valkyries el 27 de junio de 2007 Minnesota, con la peculiaridad de ser un festival en el que participan solamente vocalistas femeninas. El 13 de diciembre de 2008 se realizó un concierto especial de más de tres horas de duración en el EEI Domde de Düsseldorf para celebrar sus 25 años de carrera artística, ante más de 9000 espectadores. Incluyó las participaciones de Bobby Ellsworth, Jean Beauvoir, Chris Boltendahl, Axel Rudi Pell, Klaus Meine, Rudolf Schenker, Tarja Turunen, Warrel Dane, Liv Kristine, Floor Jansen, Ji-In Cho, Girlschool, entre otros.
En el 2009 lanzó Fear No Evil, el cual ingresó en varias listas de éxitos europeas. La banda salió de gira entre 2009 y 2010, con presentaciones en Norte y Suramérica, Rusia, China y Japón por primera vez. En el 2009, compuso la canción "We Are the Metalheads", que se convertiría en el himno del festival Wacken en su vigésimo aniversario.
En el 2011 hizo parte de la banda Dio Disciples, iniciativa que buscaba rendir tributo al fallecido cantante Ronnie James Dio, y realizó algunos conciertos en España e Italia con dicha agrupación. En octubre de 2012 lanzó Raise Your Fist, cuya grabación contó con las colaboraciones del guitarrista Gus G y del cantante y bajista Lemmy Kilmister.
Para celebrar sus treinta años de carrera, Doro llevó a cabo dos presentaciones en Düsseldorf el 2 y 3 de mayo de 2014. En la primera presentación estuvo acompañada por la Classic Night Orchestra. Fueron invitados los músicos Biff Byford, Chris Caffery, Udo Dirkschneider, Blaze Bayley, Marc Storace, Tom Angelripper, Mr Lordi y Hansi Kürsch.

## Recepción y legado
En los años ochenta la presencia de la mujer en el entorno del heavy metal era considerada como una estrategia visual para llamar la atención, sin tener realmente en cuenta el talento musical. Doro Pesch fue una de las pocas excepciones a esa regla, sus cualidades como cantante y compositora en Warlock, su actitud escénica y el hecho de rehusarse a aparecer como un símbolo sexual le valieron el respeto de la escena del metal a nivel mundial. En una entrevista en 2006 Doro recordó como "vivíamos en el paraíso y no nos enterábamos, (...) pensamos que el éxito llegaría automáticamente, (...) entonces llegó el gran despertar".
Warlock estaba empezando a ganar audiencia en los Estados Unidos, cuando apareció la música grunge y la popularidad del heavy metal decayó, dejando a Doro la misión de conquistar tierras anglosajonas por su propia cuenta. Por el contrario, en su Europa natal su base de fanáticos nunca decreció. Con el regreso del heavy metal a las listas de éxitos, Doro se convirtió nuevamente en una estrella, requerida en los grandes festivales europeos y convertida en la inspiración de muchas artistas femeninas de rock. Como lo dijo Floor Jansen de After Forever en una entrevista en el 2007, "hacer un dueto con Doro fue un absoluto honor, ya que ella fue la pionera de las vocalistas femeninas de heavy metal".
Como evidencia de su influencia en el mundo del metal, Pure Steel Records lanzó el álbum Tribute to Steel: A Tribute to Warlock en el 2008, el primer disco tributo oficial a Warlock y Doro; el cual incluye contribuciones de bandas como Custard, Crystal Viper, Sabaton y Lonewolf.

## Vida personal
Doro Pesch renunció conscientemente a una familia e hijos para dedicar todo su tiempo a su carrera musical y admiradores. La letra de la canción "You Are My Family", que empieza el álbum Warrior Soul, ejemplifica esta decisión.
Doro es vegetariana y ha participado en campañas para PETA en apoyo a los derechos de los animales y en los escenarios utiliza ropa de cuero sintético.

## Músicos

### Alineación actual
- Doro Pesch (1988–presente) – Voz

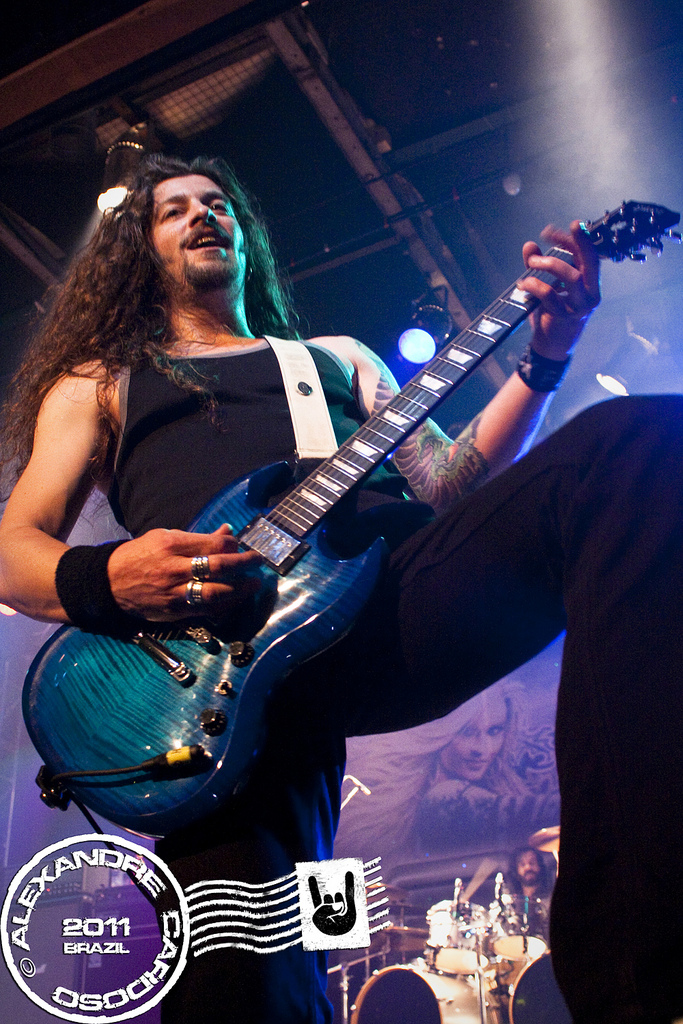
Bas Maas tocando con Doro en Brasil, 2011; fue uno de los guitarristas de la banda After Forever, antes de unirse a Doro en 2008.

- Bas Maas (2008–presente) – Guitarra
- Johnny Dee (1993–1995, 1998–presente) – Batería
- Stefan Herkenhoff (2021–presente) – Bajo
- Bill Hudson (2021–presente) – Guitarra.

### Músicos anteriores
- Jon Levin (1988–1989) – guitarra
- Tommy Henriksen (1988–1989) – bajo
- Bobby Rondinelli (1988–1989) – batería
- Paul Morris (1989–1990) – teclados
- Thomas Jude (1990) – guitarra
- Tom Coombs (1990) – batería
- Michael Tyrrell (1991–1992) – guitarra
- Jeff Bruno (1991–1992) – guitarra, teclados
- Tony Mac (1991–1992) – batería
- Chris Branco (1993) – batería
- Jimmy DiLella (1993–1995) – guitarra, teclados
- Joe Taylor (1993–2009) – guitarra
- Russ Irwin (1995-1996) – guitarra, teclados
- Frank Ferrer (1995-1996) – batería
- Mario Parillo (1998–2001) – guitarra, teclados
- Oliver Palotai (2001–2011) - guitarra, teclados
- Robert Katrikh (2008) – guitarra
- Harrison Young (2009-2015) – guitarra, teclados

## Discografía

### Con Warlock
- Burning the Witches (1984)
- Hellbound (1985)
- True as Steel (1986)
- Triumph and Agony (1987)

### Como solista
- Force Majeure (1989)
- Doro (1990)
- True at Heart (1991)
- Angels Never Die (1993)
- Machine II Machine (1995)
- Love Me in Black (1998)
- Calling the Wild (2000)
- Fight (2002)
- Classic Diamonds (2004)
- Warrior Soul (2006)
- Fear No Evil (2009)
- Raise Your Fist (2012)
- Forever Warriors, Forever United (2018)
- Conqueress, forever strong and proud (2023)

### En vivo
- Doro Live (1993)
- 25 Years in Rock... and Still Going Strong (2010)

### Compilados
- Rare Diamonds (1991)
- A Whiter Shade of Pale (1995)
- Best Of (1998)
- The Ballads (1998)
- Metal Queen - B-Sides & Rarities (2007)
- The Doro / Warlock Collection (2010)
- Under My Skin: A Fine Selection of Doro Classics (2012)
- Magic Diamonds - Best of Rock, Ballads & Rare Treasures (2020).

### Demos
- Jolly Joker (con Snakebite, 1983)
- Paradies (con Beast, 1983)

### Álbumes de vídeo
- Rare Diamonds (1991)
- Doro Live '93 (1993)
- Für Immer (2003)
- Classic Diamonds - The DVD (2004)
- 20 Years – A Warrior Soul (2006)
- 25 Years in Rock... and Still Going Strong (2010)

### Colaboraciones con otros artistas (lista parcial)
- "Taste of Taboo" (con Die Krupps) (1997).
- "Love Me Forever" - "Alone Again" (con Lemmy) (2000).
- "Born to Raise Hell (con Motörhead) (2000).
- "Man On The Silver Mountain" (Con Mägo de Oz) (2001).
- "Dancing With an Angel" (con Udo Dirkschneider) (2002).
- "Descent" (con Peter Steele) (2003).
- "Fear of the Dark" (con Blaze Bayley) (2003).
- "Breaking the Law" (con Udo Dirkschneider) (2004).
- "The Alliance of Hellhoundz" (con Destruction) (2005).
- "White Christmas" (con Twisted Sister) (2006).
- "Who I Am" (con After Forever) (2007).
- "The Seer" (con Tarja Turunen) (2008).
- "Big City Nights" (con Klaus Meine & Rudolf Schenker) (2008).
- "Walking With the Angels" (con Tarja Turunen) (2009).
- "Hit and Run" (con Girlschool) (2011).
- "It Still Hurts" (con Lemmy) (2012).
- "Crushing Room" (con Angra) (2015).
- "A Dream That Cannot Be" (con Amon Amarth) (2016).

### Canciones en álbumes colectivos y tributos
- "Let Love Conquer the World" (del maxisencillo de caridad homónimo, con artistas alemanes de rock) (1991).
- "Egypt (The Chains Are On)" (del primer disco del álbum Holy Dio: Tribute to Ronnie James Dio) (1998).
- "Wings of Freedom" (de German Rock Stars – Wings of Freedom, maxisencillo tributo por las víctimas del 11-S) (2001).
- "Babe I'm Gonna Leave You" (de The Music Remains the Same: A Tribute to Led Zeppelin) (2002).
- "Only You" (de A Tribute to the Creatures of the Night, álbum tributo a Kiss) (2003).
- "On My Own" / "Warrior Soul" / "The Quest" (de la banda sonora de la película Anuk - Der Weg Des Kriegers) (2006).
- "Oh Christmas Tree" (del álbum navideño We Wish You a Metal Xmas and a Headbanging New Year) (2008).
- "Nothing Else Matters" (de Metallica - A Tribute to the Black Album) (2011).